# World Summit on the Information Society
De World Summit on the Information Society (WSIS) (vertaald: Wereldtop over de Informatiemaatschappij), is een conferentie van de Verenigde Naties over informatie en communicatie. De top vond twee keer plaats, het eerste deel in december 2003 in Genève, het tweede deel in 2005 in Tunis.
Het doel van de top is de digitale kloof te verkleinen.
In Genève waren representanten uit 175 landen aanwezig. Er waren ook 60 staatshoofden, waarvan slechts een klein gedeelte afkomstig uit de rijke landen.